# Marek Leśniewski

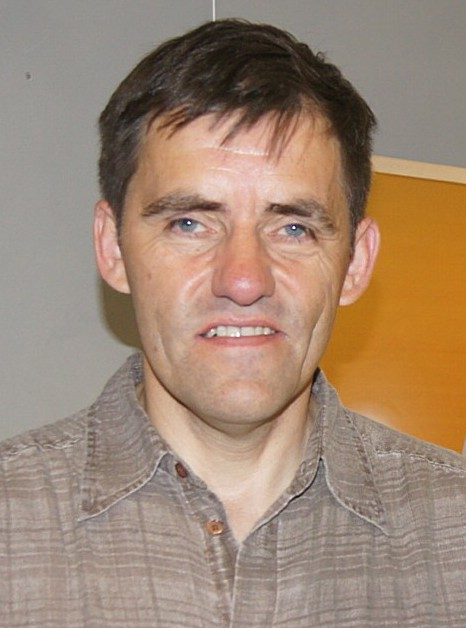
Marek Leśniewski (2012)

Marek Leśniewski (* 24. April 1963 in Bydgoszcz) ist ein ehemaliger polnischer Radrennfahrer und nationaler Meister im Radsport.

## Sportliche Laufbahn
Marek Leśniewski gewann die Rundfahrt Dookola Mazowska 1983, dies war sein erster bedeutender Erfolg. Ein Jahr später gewann er bei der heimischen Polen-Rundfahrt zwei Etappen sowie die Punktewertung. 1985 siegte er in der Polen-Rundfahrt bei zwei Etappen und gewann erneut die Punktewertung. 1987 unterlag er Zbigniew Piątek in der heimischen Rundfahrt um lediglich 7 Sekunden. Bei den Olympischen Sommerspielen 1988 in Seoul gewann er die Silbermedaille im Mannschaftszeitfahren gemeinsam mit Andrzej Sypytkowski, Zenon Jaskuła und Joachim Halupczok. Er war auch Teilnehmer der Olympischen Sommerspiele in Barcelona 1992, bei denen er ebenfalls im Mannschaftszeitfahren antrat und den 6. Platz belegte. Achtmal startete er bei den UCI-Straßen-Weltmeisterschaften. 1999 konnte er mit dem polnischen Vierer mit Halupczok, Jaskuła und Sypytkowski auf der Straße Silber gewinnen. 1993 belegte er den 6. Platz im Einzelrennen der Amateure. 1991 und 1993 wurde er polnischer Meister im Straßenrennen. 1991 gewann er auch die Meisterschaft im Einzelzeitfahren.
Er bestritt während seiner Laufbahn eine Vielzahl an Etappenrennen in Europa und konnte einige Tagesabschnitte für sich entscheiden. Bei der Internationalen Friedensfahrt war er zweimal dabei, 1985 wurde er 30., 1989 55. des Gesamtklassements. 1994 wurde er für vier Jahre Berufsfahrer in französischen Teams. Er fuhr die Tour de France 1996, schied aber aus. Bis 2003 bestritt er Rennen für französische Vereine, startete auch gelegentlich in seiner Heimat.